# 954

## Esdeveniments
- En morir Eric de Noruega, Edred esdevé el primer rei de tota Anglaterra.
- 12 de novembre - Reims (Regne Franc Occidental)ː coronació de Lotari I, rei dels francs.[1]

## Necrològiques
- Lluís IV, rei de França